# Kerfrest

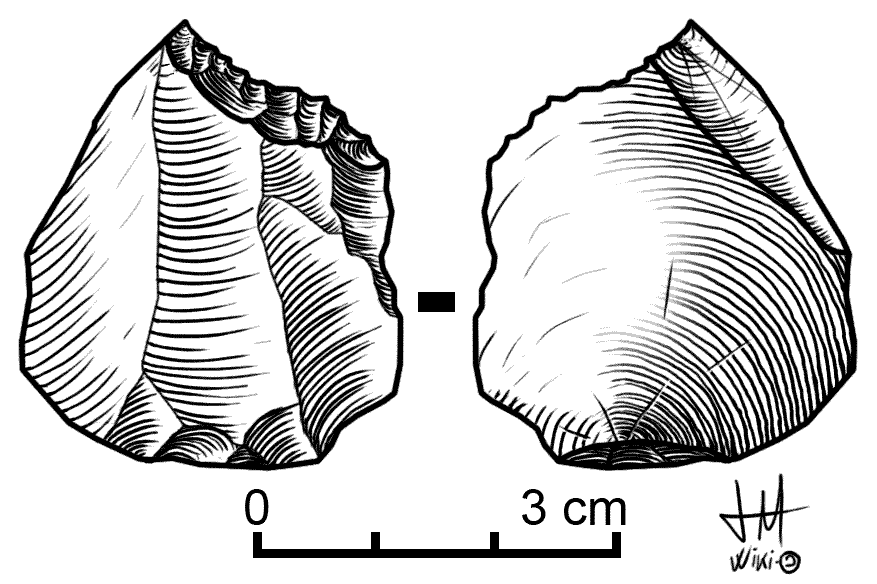
Kerfrest

Een kerfrest (ook: pseudosteker, microsteker, pseudoburijn of microburijn) is een karakteristiek afvalproduct van de vervaardiging van lithische gereedschappen. Kerfresten zijn kenmerkend voor het mesolithicum en epipaleolithicum, maar  komen al voor vanaf de laatste fase van het laatpaleolithicum tot aan de kopertijd. 
Dit type artefact werd voor het eerst genoemd door Henri Breuil. Vanwege de vorm dacht Breuil oorspronkelijk dat het een functie had als een soort microlitische steker. Later begreep hij dat de productietechniek anders was dan die van de steker, en dat het in feite een restproduct was, dat mogelijk af en toe voor een nuttig doel gebruikt kon worden. 

## Kerfhalveringstechniek
In een klingafslag werd een kerf gemaakt waardoor het op die plaats kon worden afgebroken. De zo gemaakte microlithische spits werd meegenomen en gebruikt, terwijl de kerfresten ongebruikt achterbleven. Onderzoek toonde op deze kerfresten dan ook geen sporen van gebruik aan.

## Afbeeldingen

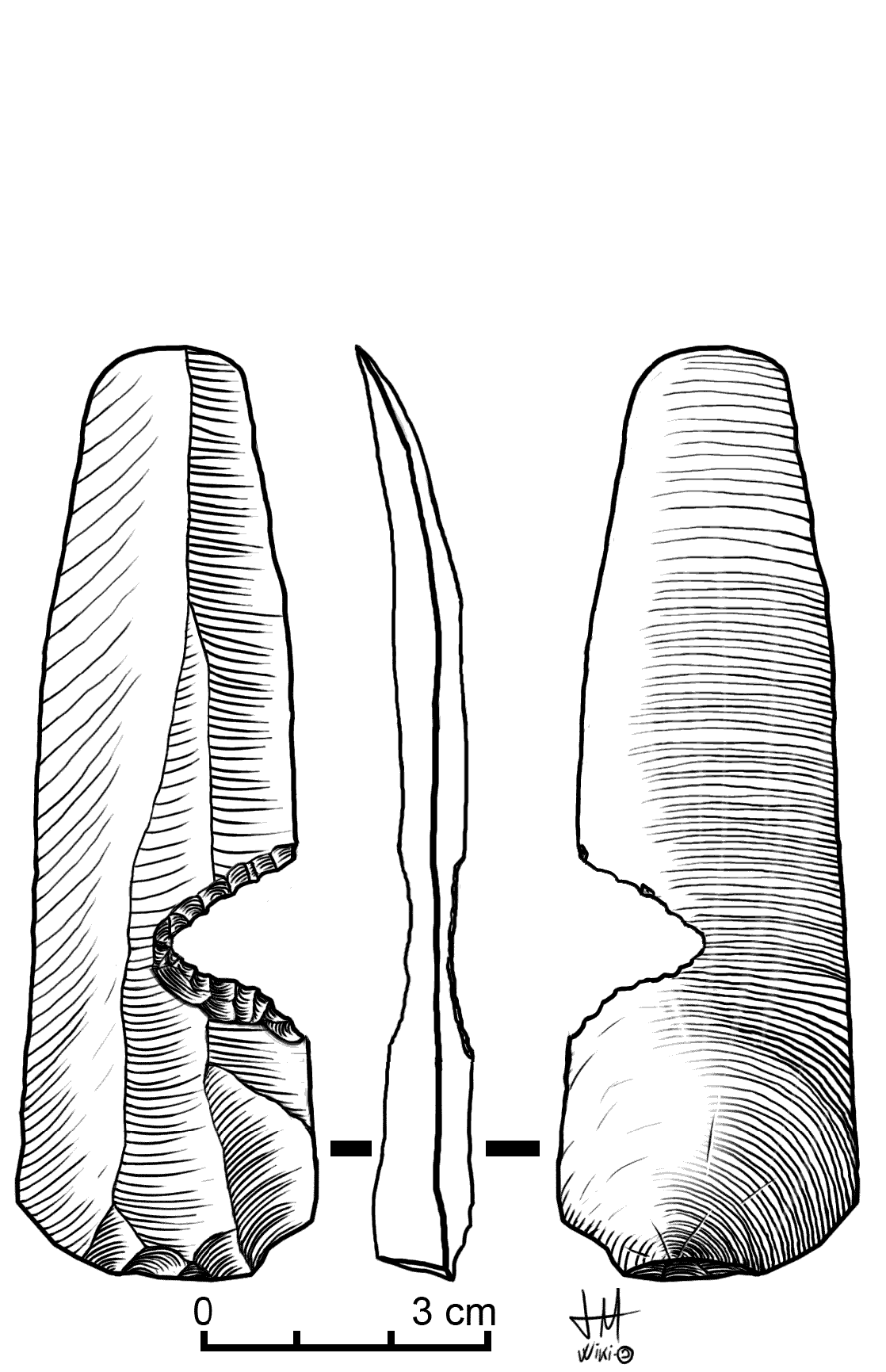
inkeping in de kling
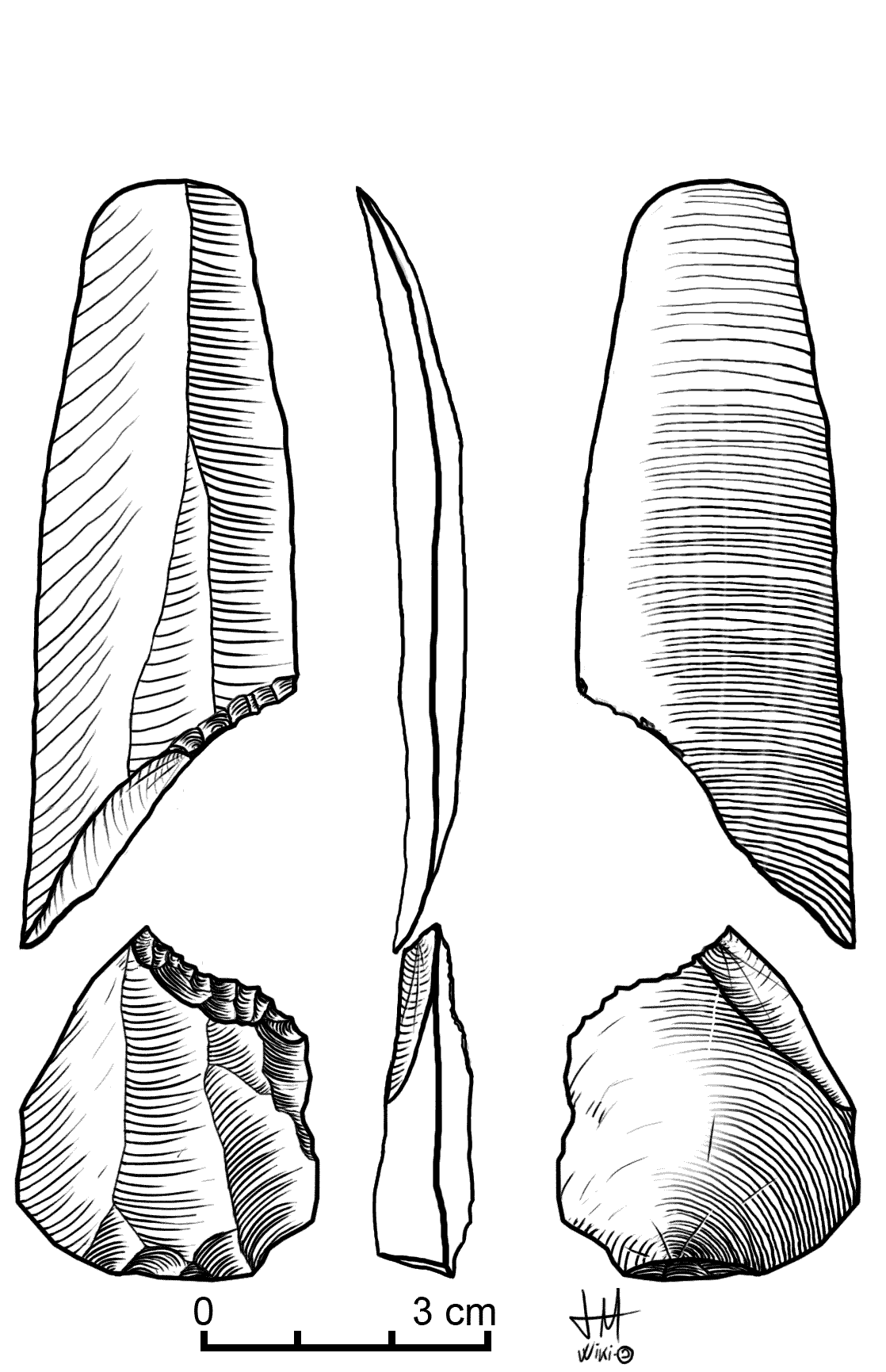
vorming van een driehoekige punt en een proximale kerfrest
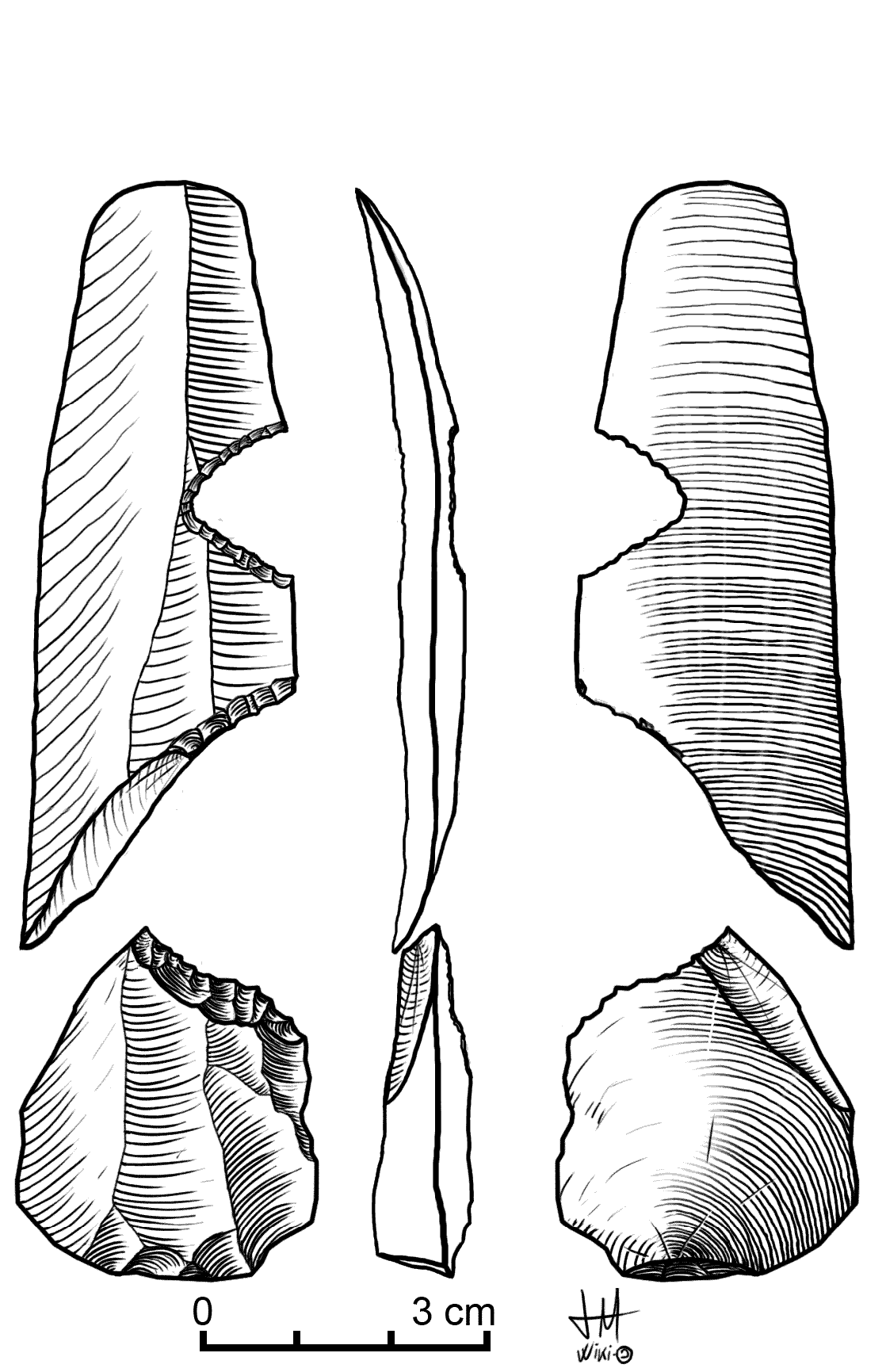
een tweede inkeping
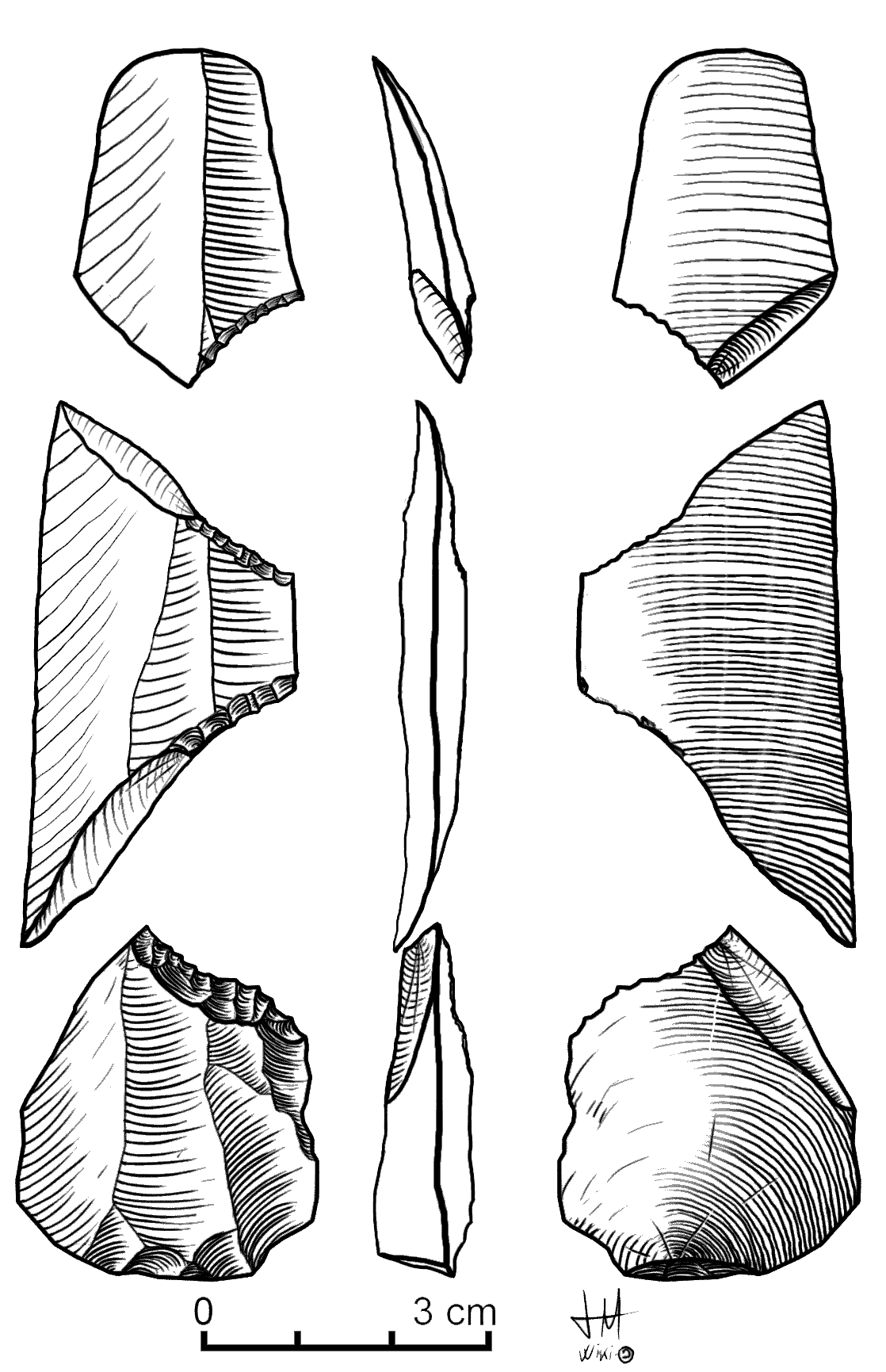
tweede breuk resulterend in een dubbele punt en een distale kerfrest